# Saint-Cybardeaux
Saint-Cybardeaux è un comune francese di 818 abitanti situato nel dipartimento della Charente, nella regione della Nuova Aquitania.

## Società

### Evoluzione demografica
Abitanti censiti